# راندي فالكو
راندي فالكو (بالإنجليزية: Randy Falco)‏ هو مسير أعمال أمريكي، ولد في 26 ديسمبر 1953 في ذا برونكس في الولايات المتحدة.